# Michael O’Neill (piłkarz)
Michael O’Neill (ur. 5 lipca 1969 w Portadown) – północnoirlandzki piłkarz i trener piłkarski, od 2019 trener Stoke City F.C., w latach 2011–2020 selekcjoner reprezentacji Irlandii Północnej w piłce nożnej.
Karierę zawodniczą rozpoczął w 1984 w Coleraine, następnie występował w różnych angielskich i szkockich klubach także m.in. w Newcastle United, Dundee United czy Wigan Athletic. Łącznie wystąpił w przeszło 400 meczach i strzelił 65 bramek, a ostatnim jego klubem był Ayr United. W latach 1998–1996 zanotował 31 występów w reprezentacji Irlandii Płn.
Jako trener prowadził Brechin City F.C. (2006–2008), Shamrock Rovers F.C. (2009–2011), Stoke City (od 2019), a w latach 2011–2020 był selekcjonerem północnoirlandzkiej reprezentacji.